# 馬賽魚湯
馬賽魚湯（法語： [bujabɛs] ⓘ；普罗旺斯方言： [ˌbuʎaˈβajsɔ, ˌbujaˈbajsɔ]）是法国普罗旺斯地区的一种传统鱼汤，起源于港口城市马赛。
海皇湯的做法隨地方而變，但通常公認馬賽地區的配方最道地，但法國南部的其它配方也很美味，無論配方為何，一定會有蕃茄和白身魚肉。馬賽魚湯也被稱為世界三大湯頭之一，另外兩個是中國粵菜的上湯和泰國的冬陰湯。

## 详情
名字“bouillabaisse”來自動詞「烹煮」bouillir 和「降低、減少」abaisser。除了種類混雜的魚隻（通常不含貝類、蝦或龍蝦）外，還必須加入橄欖油、洋蔥、番茄、大蒜、西洋芹、茴香、百里香、蔥、月桂葉、番紅花和柳橙皮。真正的馬賽魚湯必須使用地中海的魚產，包括基本的牙鱈、海鰻、鯡魚、赤鮋等魚種，也含有多種其他魚類，同時所有的材料都要快速的一起烹煮。上桌時，一種稱為 rouille 的佐醬、烤過或煎過的麵包丁或是碎麵包，還有烹煮後分離的魚肉，會連同魚湯的湯體分開呈裝，作為佐餐或配料以增香添色，其本質與葡萄牙的葡式海鮮湯（Caldeirada）有不少相似處。由於單純從外觀而論或許不怎麼吸引人，為了吸引觀光客，或是那些不了解道地的馬賽魚湯的人，有時龍蝦或螃蟹也會隨著這些魚種一同成為盤中飧，可能還包含淡菜等貝類作為號召，這就成為巴黎版本的菜色，這種迎合式的美食變體，卻不是道地的馬賽魚湯。

## 文學作品的看法
馬賽魚湯不僅已列入國際美食之列，在文壇也佔有一席之地，無論是韻文或散文，萨克雷便曾在詩句中大肆讚揚在巴黎享受馬賽魚湯的快感。英國作家喬安·凱瑟琳·羅琳在長篇小說哈利波特第四冊十六章提及馬賽魚湯也是霍格華茲魔法學院用來招待，這道佳餚使一位來自法國的魔法師感到非常滿意。
不過華人作家余秋雨卻曾在其著作《行者無疆》中對馬賽魚湯作出較負面的描述：
「魚湯上得很快，先是一桌一大海碗，由服務員一勺勺分到每人的淺盆上。湯呈渾褐色，趁著熱氣先進一口，便立即皺起了眉。不能說難吃，但又腥又鹹，是一種平庸的口味，以前在海邊一些貧困的農家可以喝到。我喜歡吃魚，不怕腥，但對這種完全不作調理的腥，還是不敢恭維。

第二道是正菜，其實與第一道湯出於同鍋，只不過把熬湯的實物盛起來罷了。樣子不錯，紅色的是小龍蝦，黑色的是蛤蜊殼，白色的是魚肉，三兩塊黃色是土豆，與湯合成一盆，一人一份。先喝一口湯，與頭道湯完全相同，於是吃實物。小龍蝦肉要剔出來十分費事，終於剔出，小小一條，兩口咽下，不覺鮮美。然後吃魚，一上口才發現又老又柴，原來這些水產在一個大鍋裡不知熬了多久，魚怎麼禁得起這樣熬呢？只得嘆一口氣，挾一塊土豆，揪半片麵包入口，算是用完了馬賽魚湯。」

## 外部連結
- 食譜 （页面存档备份，存于） （法文）
- 大英百科全書 （英文）